# 19568 Rachelmarie
19568 Rachelmarie (1999 KY14) là một tiểu hành tinh vành đai chính được phát hiện ngày 18 tháng 5 năm 1999 bởi Nhóm nghiên cứu tiểu hành tinh gần Trái Đất phòng thí nghiệm Lincoln ở Socorro.